# 方逢年
方逢年（1585年—1646年），字書田，號獅巒，浙江嚴州府遂安縣人。明末政治人物，進士出身，官至資善大夫、柱國、少傅、東閣大學士兼禮部尚書。

## 生平

### 萬曆朝
萬曆十三年（1585年），方逢年生於浙江嚴州府遂安（今淳安），萬曆二十年（1592年）母親王氏過世，萬曆二十一年（1593年）方逢年以八歲之齡，由父親方可正親自教授易經，方逢年需要回答易經中的義理，才能睡覺。方可正督課很嚴，到了夜間還是教授不輟，遇對答不滿意，就拿起木杖責打逢年，逢年躲在床下不起。方可正族弟跪請說，逢年善於寫文章，要不然請逢年寫文章對解。方可正看過之後，才面露微笑。在考秀才和舉人的時候，因為家中沒有錢坐車和坐船，都是走路前往400里外的杭州應考，等到回家的時候，報官早已登門報知錄取，萬曆四十年（1612年）中壬子科浙江鄉試第六名舉人。

### 天啟朝
天啟二年（1622年）豋壬戌科進士，孫承宗為讀卷官，看到考卷，嘆息說，真是「端人正士」。隨即獲選為庶吉士。天啟四年（1624年）任翰林院編修、湖廣鄉試主考，考題中發策有「巨璫大蠹」語，嘲諷宦官魏忠賢是「國家的蛀蟲」。他以易經的論點寫出「泰交策」云「宇内豈無人焉？有薄士大夫而覓皋、夔、稷、契於黃衣閹尹之流者哉。」魏忠賢看到後大怒，矯稱聖旨將其連降三級，御史徐復陽彈劾，將方逢年、章允儒等正副考官等八人削籍為民，並以廷杖責罰。

### 崇禎朝
崇禎元年（1628年）恢復官職，崇禎二年（1629年）升左中允，纂修實錄。崇禎三年（1630年）充經筵曰講官，崇禎四年（1631年）順天府會試同考，管誥敕撰，升左諭德，掌司經局印。崇禎五年（1632年）升右庶子。崇禎六年（1633年）任順天主考。崇禎七年（1634年）升南京國子監祭酒。崇禎八年（1635年）升詹事府少詹事。崇禎九年（1636年）累升至禮部侍郎、國子監祭酒和經筵日講官，擔任崇禎帝的講官五年。崇禎十一年（1638年）升任禮部尚書、東閣大學士，進入內閣擔任閣揆。同年，清軍由多爾袞率領，越過長城攻打河北和山東，崇禎帝下詔廷臣推薦邊關的人才，方逢年推薦汪喬年等人。
是年冬天，方逢年看到關於「貪污犯」的奏摺，他認為貪污犯被判死刑，家產沒收，抄家滅族，而且親戚還受連帶處分，幾乎等同於「瓜蔓抄」般的殘忍。於是向崇禎帝表示，應該「以仁德治天下」，對於犯罪較輕的應該予以赦免，刑部尚書劉之鳳也抱著同樣的看法，認為亂世宜用緩刑以利天下。崇禎帝看了很不高興，還懷疑劉之鳳收犯人的賄賂，想要治他們於罪。劉之鳳在下獄後餓死，方逢年想要救他不成，同時也失去了崇禎帝的信任，罷官回到浙江遂安。

### 南明
南明福王朱由崧立於南京，即弘光帝。召請方逢年官復原職，不應。弘光元年（1645年）清軍破南京。「魯王」朱以海在浙江台州避難，隨即在紹興自立，稱「監國」、「監國魯」，三次召請方逢年任大學士。方逢年避於紹興善法寺，都御史劉宗周到善法寺拜訪他，賦詩告別，後來劉宗周絕食二十天而亡，逢年也準備在善法寺絕食而死。等到鄭遵謙起兵的時候，僧人破門而入，將他救出。紹興城破，張煌言帶著魯王，搭船逃出舟山群島，方逢年追趕不及，假意降清。之後方逢年裝好書信，請密使通知福建的隆武帝朱聿鍵，然朱聿鍵卻在汀州城破之後殉難，清軍蒐羅到方逢年等人「請駕出關」疏，將方逢年等四人，處決於延平。但是方逢年孫方象瑛另稱，方逢年離開紹興之後，遷往天台，城破後被俘至衢州府西安，清順治三年（1646年）九月成仁。明史中則以另外一說，謂方逢年以蠟丸書通閩「隆武帝」，但是事情洩漏出去被清兵察覺，而殺身成仁，方逢年後葬回浙江遂安（今淳安）。

## 墓葬
墓葬在浙江遂安三都斗閣（金釵形坤龍甲向），今淹沒於千島湖。

## 著作
著有《雪涤斋集》。

## 家族
曾祖方雲槐。祖父方玄庶，省祭。父方可正，壽寧知縣。